# Maisach
Maisach este o comună din landul Bavaria, Germania.